# Carbon tetrabromide
Carbon tetrabromide, CBr4, còn được gọi với cái tên khác là tetrabromomethan, là một carbon bromide. Cả hai tên đều được chấp nhận trong danh mục IUPAC.

## Phản ứng hóa học
Kết hợp với triphenylphotphine, CBr4 được sử dụng trong phản ứng Appel, chuyển đổi rượu thành alkyl bromide. Tương tự như vậy, CBr4 được sử dụng kết hợp với triphenylphotphine ở bước đầu tiên của phản ứng Corey-Fuchs, chuyển aldehyde thành alkyl. Nó kém ổn định đáng kể so với tetrahalomethan nhẹ hơn.
Hợp chất này được điều chế bằng cách brom hóa methan bằng HBr hoặc Br2. Nó có thể được điều chế bằng phản ứng ít tốn kém hơn là cho tetrachloromethan với nhôm bromide ở nhiệt độ 100 °C.

## Sử dụng
Carbon tetrabromide được sử dụng làm dung môi cho mỡ, sáp và dầu trong ngành công nghiệp nhựa và cao su để thổi và lưu hóa, tiếp tục cho trùng hợp. Hợp chất này được sử dụng như thuốc an thần và là chất trung gian trong sản xuất hoá chất nông nghiệp. Do tính không cháy của nó, nó được sử dụng như một thành phần trong các hóa chất chống cháy. Nó cũng được sử dụng để tách khoáng vật vì có mật độ cao.